# Jazvine
Jazvine is een plaats in de gemeente Radoboj in de Kroatische provincie Krapina-Zagorje. De plaats telt 359 inwoners (2001).